# آديل جيرجنز
آديل جيرجنز (بالإنجليزية: Adele Jergens)‏ هي راقصة وممثلة أمريكية، ولدت في 26 نوفمبر 1917 ببروكلين في الولايات المتحدة، وتوفيت في 22 نوفمبر 2002 في الولايات المتحدة بسبب ذات الرئة.

## وصلات خارجية
- آديل جيرجنز على موقع IMDb (الإنجليزية)
- آديل جيرجنز على موقع ألو سيني (الفرنسية)
- آديل جيرجنز على موقع ميوزك برينز (الإنجليزية)
- آديل جيرجنز على موقع أول موفي (الإنجليزية)
- آديل جيرجنز على موقع قاعدة بيانات برودواي على الإنترنت (الإنجليزية)
- آديل جيرجنز على موقع قاعدة بيانات الأفلام السويدية (السويدية)
- آديل جيرجنز على موقع إن إن دي بي (الإنجليزية)
- آديل جيرجنز على موقع ديسكوغز (الإنجليزية)
- آديل جيرجنز على موقع قاعدة بيانات الفيلم (الإنجليزية)
- آديل جيرجنز على موقع كينوبويسك (الروسية)